# Edmund Neison
 (février 2021).
Si vous disposez d'ouvrages ou d'articles de référence ou si vous connaissez des sites web de qualité traitant du thème abordé ici, merci de compléter l'article en donnant les références utiles à sa vérifiabilité et en les liant à la section « Notes et références ».
Edmund Neison (27 août 1849 - 14 janvier 1940), dont le vrai nom est Edmund Neville Nevill, écrit un livre clé en sélénographie intitulé The Moon and the condition and configuration of its surface (la Lune, l'état et la configuration de sa surface) puis installa ultérieurement un observatoire à Durban dans la Province de Natal en Afrique du Sud. Il écrivit également un livre d'astronomie célèbre quelques années après son installation à Durban.

## Jeunesse - Soldat volontaire
Il nait à Beverley dans l'East Yorkshire en Angleterre le 27 août 1849 et étudie à Harrow School et à New College (Oxford). Durant la guerre franco-prussienne, il s'engage comme volontaire dans l'armée française et sert avec le maréchal Mac Mahon.

## Londres, de 1871 à 1882
En 1871, Nevill retourne à Londres et travaille comme journaliste parlementaire au The Standard et comme critique de théâtre, mais il s'intéresse également à l'astronomie et à la chimie. Nevill peut se faire construire un observatoire privé à Hampstead et devient connu comme astronome amateur avec un intérêt particulier pour la Lune. Nevill est élu membre de la Royal Astronomical Society (RAS) sous le nom de Edmund Neison, ayant la curieuse idée qu'il n'est pas convenable pour le porteur d'un nom de famille ancien de faire carrière en sciences. Il reprend son nom de Nevill en 1888 'selon les conditions d'un vœu'. Un article dans le RAS en juin 1873 plaide pour l'existence d'une atmosphère lunaire et un article ultérieur donne des limites (basses) pour la densité d'une telle atmosphère.
En 1876, il publie The Moon décrit comme une traduction, une extension et une mise à jour de l'ouvrage de Mädler. Il utilise beaucoup d'observations et de croquis de Webb et d'autres amateurs. L'ouvrage 'remplit son objectif de simuler l'intérêt pour la sélénographie'. Nevill est un des fondateurs de la Selenographical Society avec William Radcliffe Birt, et à partir de 1878 il publie dans le Selenographical Journal. Ce livre est encore recherché par les sélénographes amateurs et est cité abondamment par Wilkins et Moore.
Nevill devient également membre de la Chemical Society, ayant milité au début des années 1870 pour la création d'un Institut de Chimie. À la réunion de la Chemical Society du 26 avril 1876, un comité est formé et Neison devient l'un des membres de l'Institut de Chimie, siégeant au conseil de 1877 à 1900. Plus tard, il travaille comme chimiste gouvernemental à Natal.

## Théorie lunaire
Le contexte du travail de Nevill sur la théorie lunaire est lié à la prise de conscience croissante de l'imprécision des Tables de Hansen. Simon Newcomb a trouvé des fluctuations à la fois irrégulières et à longue période, et il recherche des observations anciennes de la Lune. En 1878, Newcomb ré-analyse toutes les observations et trouve que la théorie de Hansen marche seulement à partir de 1750 parce que tous les résultats plus anciens ont été ignorés. Trouver si des termes manquent dans la théorie de Hansen est un thème majeur de recherche à l'époque. Neison/Nevill, dans un article publié dans le RAS en mars 1877, confirme le terme Jupiter découvert par Simon Newcomb en 1876 - le coefficient de Neison est précis mais un autre coefficient associé au terme à longue période est faux d'un facteur 10. En 1877, Nevill rédige un mémoire développant une théorie analytique dont l'objectif est de produire des tables avec moins de travail. Ce mémoire montre que Nevill possède une puissance considérable pour les manipulations mathématiques'. Ultérieurement Ernest W. Brown développe une nouvelle théorie à partir des principes de base - l'essentiel du travail ultérieur de Neison à Durban pour observer les positions de la Lune et les comparer à la théorie n'est pas repris et n'est pas publié pour des raisons financières.

## Durban 1882 - 1912
Une paire de transits de Vénus a lieu les 8 décembre 1874 et 6 décembre 1882. La Commission du Transit de Vénus installe des stations pour observer l'événement. Durban est considérée comme station potentielle mais est écartée à cause de la probabilité forte d'avoir un temps couvert à Natal en décembre. L'établissement d'un observatoire à Durban présente un intérêt pour Harry Escombe, un homme politique local du gouvernement impérial mis en place par le régime britannique. David Gill, Astronome Royal au Cap, accepte et 350 £ sont votées par la Communauté de Durban plus 500 £ par le Conseil Législatif pour créer un observatoire. Une lunette équatoriale Grubb de diamètre 8 pouces est fournie par Escombe et un instrument de transit de 3 pouces est acheté par le gouvernement. Une horloge sidérale Dent est prêtée par la Commission du Transit de Vénus. Gill envoie un télégramme à Nevill pour lui proposer un poste d'Astronome Gouvernemental, et Nevill embarque dans les 24 heures le 27 octobre pour arriver le 27 novembre 1882.
État de l'observatoire : Nevill prend possession de l'observatoire le 1er décembre 1882 et constate qu'une épaisse couche de peinture recouvre la machinerie du dôme, le rendant impossible à manœuvrer, la lunette a été installée avant le dôme et a souffert de l'air salin et bouge avec difficulté, l'oculaire solaire polarisant n'est pas compatible avec la lunette ou les accessoires. L'instrument de transit est au Cap et un télégraphe est donc utilisé pour transmettre le temps depuis l'observatoire du Cap. Néanmoins, des observations du transit (dans de bonnes conditions météorologiques) sont faites 5 jours plus tard.

## Dernières années: 1912 - 1940
C'est un joueur de tennis sur gazon confirmé et il est très intéressé par l'histoire babylonienne 'qui l'occupe après son départ en retraite'. Nevill ne participa à aucune réunion de la Royal Society, à laquelle il avait été admis en 1908, et n'était connu (physiquement) que par très peu de membres. Nevill déteste la photographie - aucune photo de lui n'est connue. Le cratère lunaire Neison (en) porte son nom.